# James Beauregard Beam
James Beauregard Beam (* 25. August 1864 im Washington County, Kentucky, USA; † 27. Dezember 1947 in Bardstown, Kentucky, USA), genannt Jim, war Fabrikant und Namensgeber des Whiskeys Jim Beam. Er leitete die von seinem Urgroßvater Johannes Jakob Böhm gegründete Brennerei von 1894 bis 1946.
James lernte die Produktion von Whiskey im Alter von 16 Jahren von seinem Vater David M. Beam. Unter seiner Leitung war die Jim-Beam-Brennerei bis 1919 ein florierendes Wirtschaftsunternehmen.
Mit Beginn der Prohibition musste Beam die Brennerei 1920 schließen, zog nach Florida und betrieb dort unter anderem eine Zitronenplantage, ein Kohlebergwerk und einen Steinbruch. Nach Ende der Prohibition 1933 baute James Beam im Alter von 70 Jahren die Brennerei wieder auf und leitete sie bis 1946. Sein Nachfolger als Firmenchef wurde sein Sohn, T. Jeremiah Beam (1899–1977). 
| Personendaten    | Personendaten                                                     |
| ---------------- | ----------------------------------------------------------------- |
| NAME             | Beam, James Beauregard                                            |
| ALTERNATIVNAMEN  | Beam, Jim                                                         |
| KURZBESCHREIBUNG | US-amerikanischer Fabrikant und Namensgeber des Whiskeys Jim Beam |
| GEBURTSDATUM     | 25. August 1864                                                   |
| GEBURTSORT       | Washington County, Kentucky, USA                                  |
| STERBEDATUM      | 27. Dezember 1947                                                 |
| STERBEORT        | Bardstown, Kentucky, USA                                          |